# 人影の石

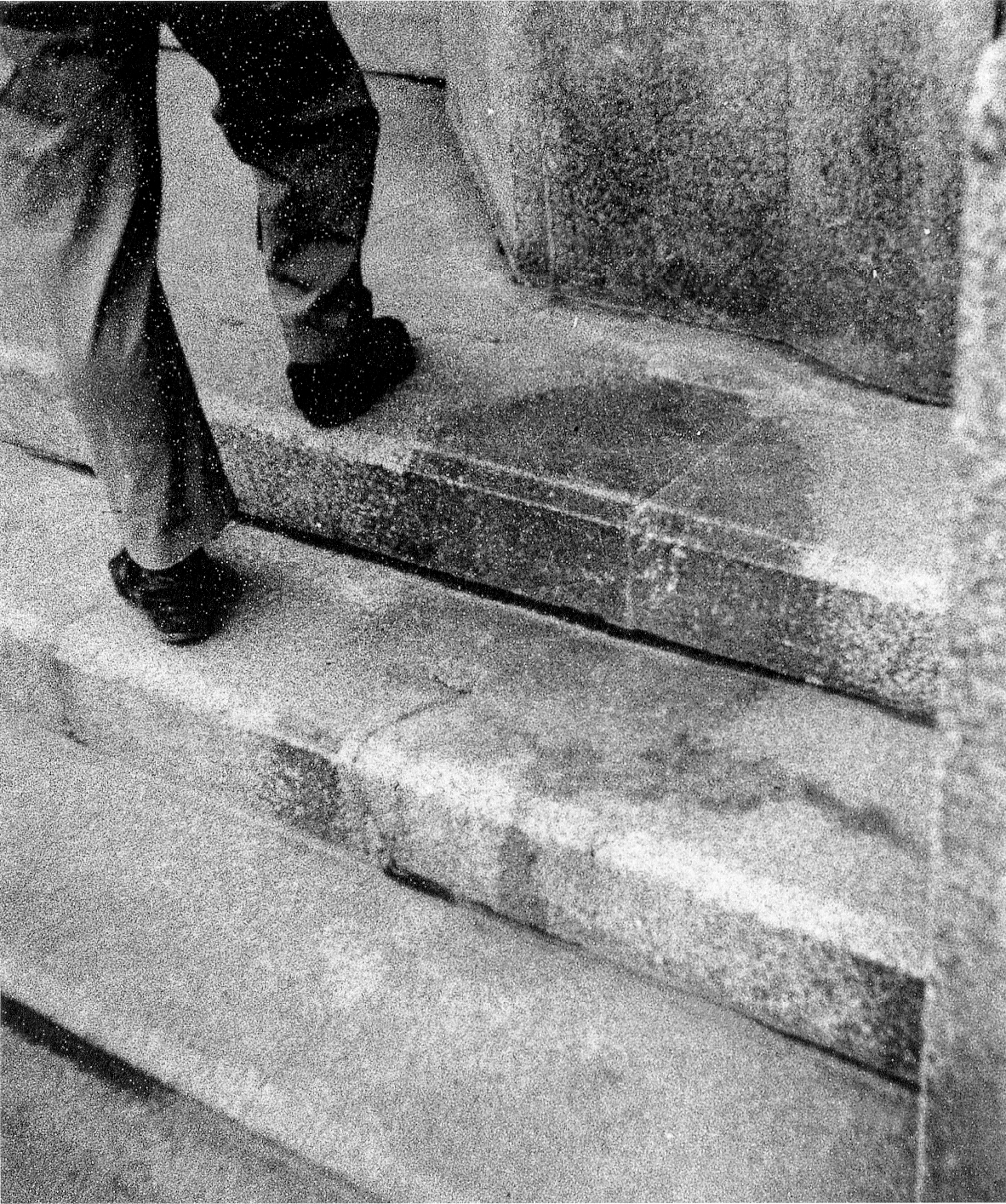
「人影の石」 / 1946年10月、松重美人による撮影。階段であることを伝えるため同行した記者の足と一緒に映している。この画像は広島平和記念資料館で現物とともに展示。

人影の石（ひとかげのいし、英: Human Shadow Etched in Stone）は、広島平和記念資料館にある展示物。
広島市への原子爆弾投下で被爆した際に、住友銀行広島支店の入り口前で座っていた人の影の跡とされている。「死の人影」とも言われている。

## 概要
人影の石は、平和資料館の説明によると、銀行の開店前に石段に座っていた人が被爆し、その際に原爆の熱線がその周りの石段の表面を白く焼いて人の影の部分が残った、と考えられている。しかし2000年に、奈良国立文化財研究所埋蔵文化財センターによって行われた調査で、影の部分は付着物によって黒くなっていることが判明している。
戦後長らく、「原爆名所」とされ銀行側もその保護に尽力してきたが、1971年の銀行の建て替えに伴い、影の部分が切り取られ平和資料館に寄贈された。切り取られた石の大きさは、資料館に移築された時点で、水平部分の面積約3.3m2、垂直高さ約2m。
資料館に移されるまでの間に風化等で薄くなっていた石段の人影が、収蔵展示後も更に薄くなったため、1975年（昭和50年）4月、同館が復元方法を研究。1991年には本格的な保存方法の検討が始まったと報道されている。現状では展示に際しガラスで囲っている。
なお石段に座っていたとされている人物は、原爆の閃光をまともに受けてその場で即死したかその場に倒れ逃げられないまま亡くなったと推定されており、被爆直前にその人物が銀行前に座っていたのを目撃したもの、その人物の遺体を収容したと証言する元兵士もいるが、特定はされていない。2016年現在での平和資料館の説明では「自分の家族ではないかという申し出が、複数の家族から寄せられています」と記載されている。1971年1月に、越智ミツノという被爆時42歳の女性の娘が母ではないのかと名乗り出たため、一時は平和資料館の説明に越智ミツノと記載されていた。そのため、石壇に座っていたのは彼女であると断定する資料も存在している。

## 沿革

### 住友銀行広島支店

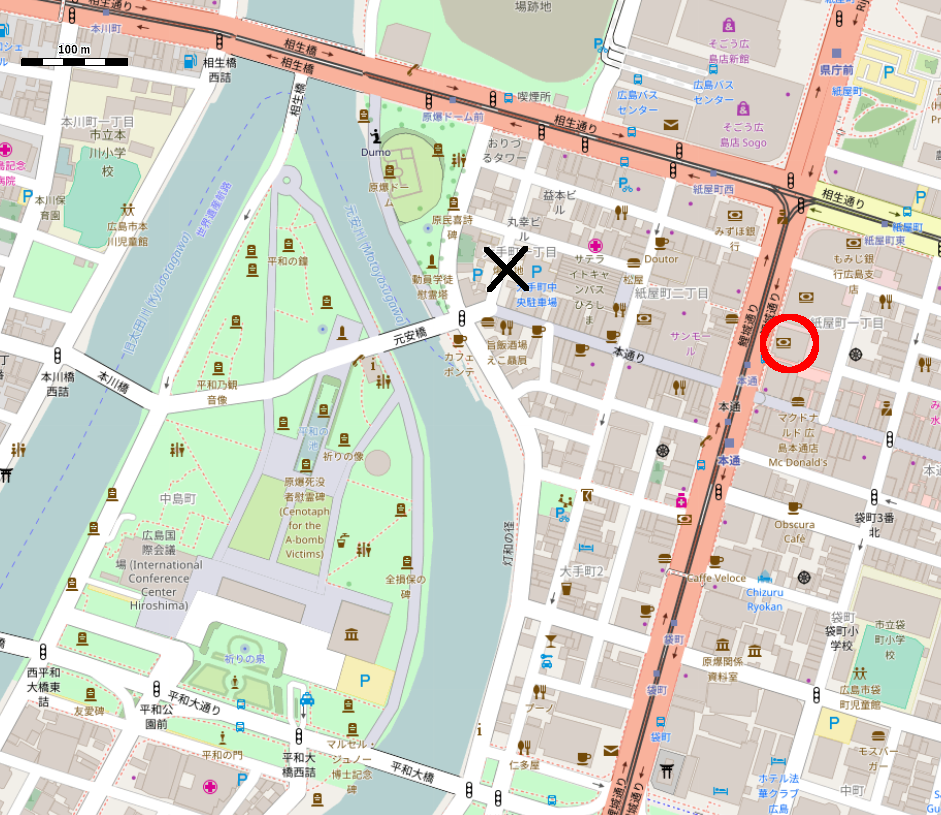
黒色X印が爆心地、赤色O印が旧住友銀行(現三井住友銀行)
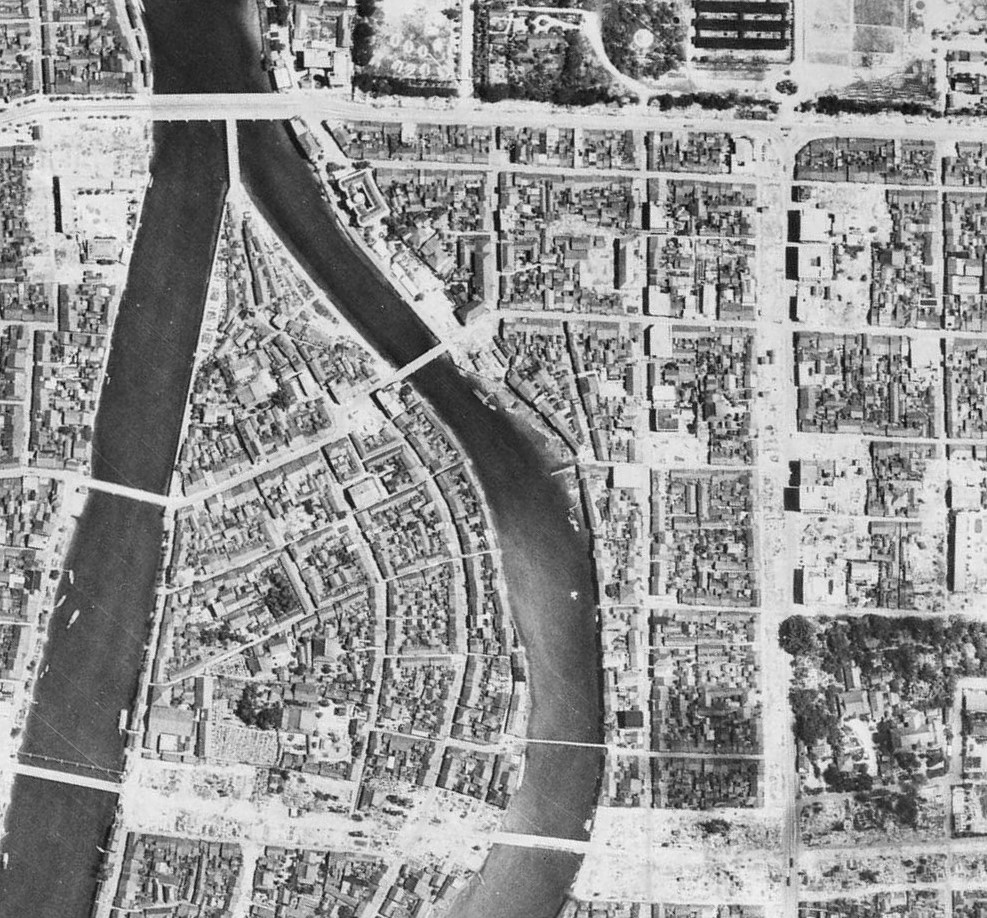
1945年7月25日
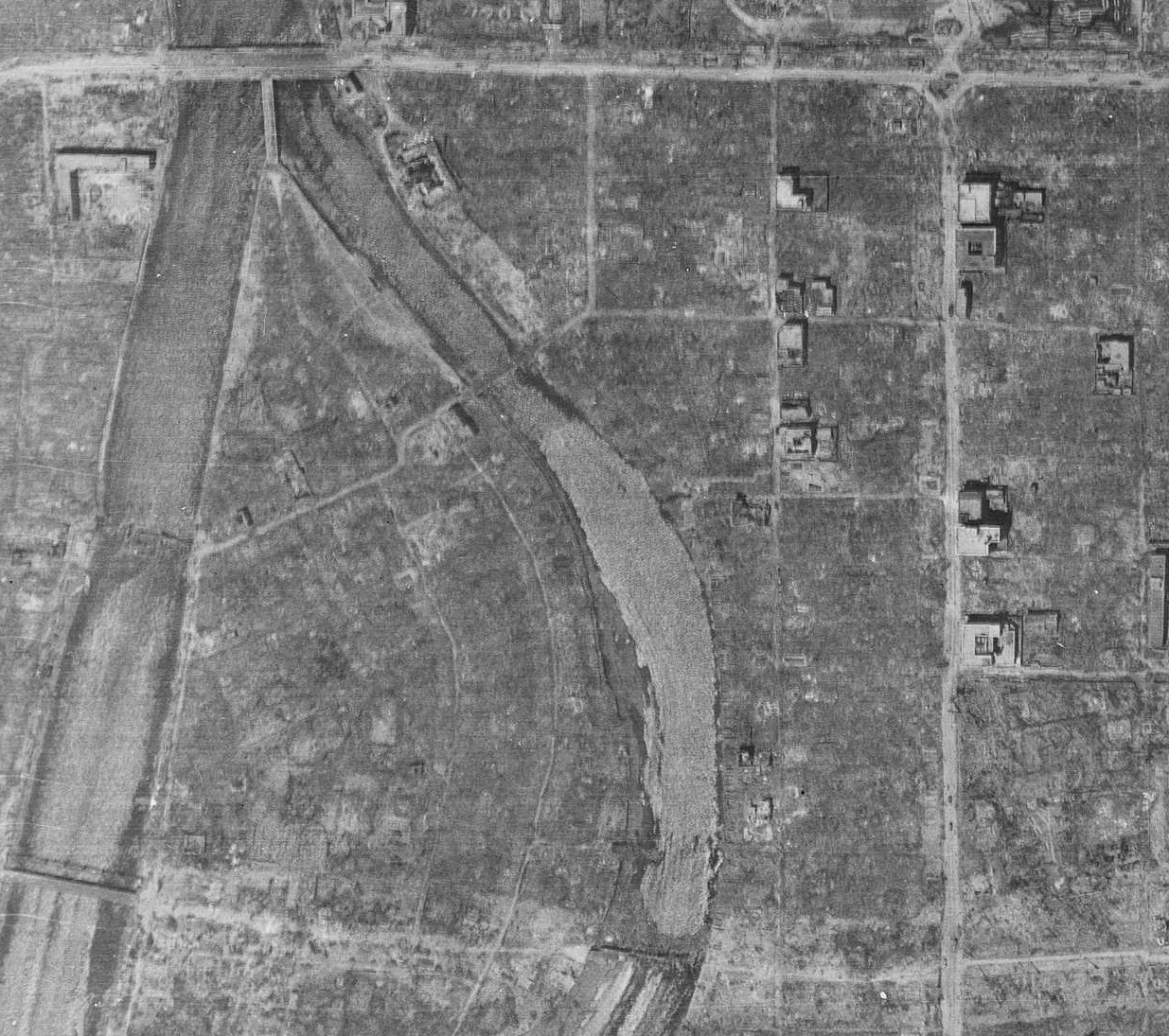
1945年8月8日

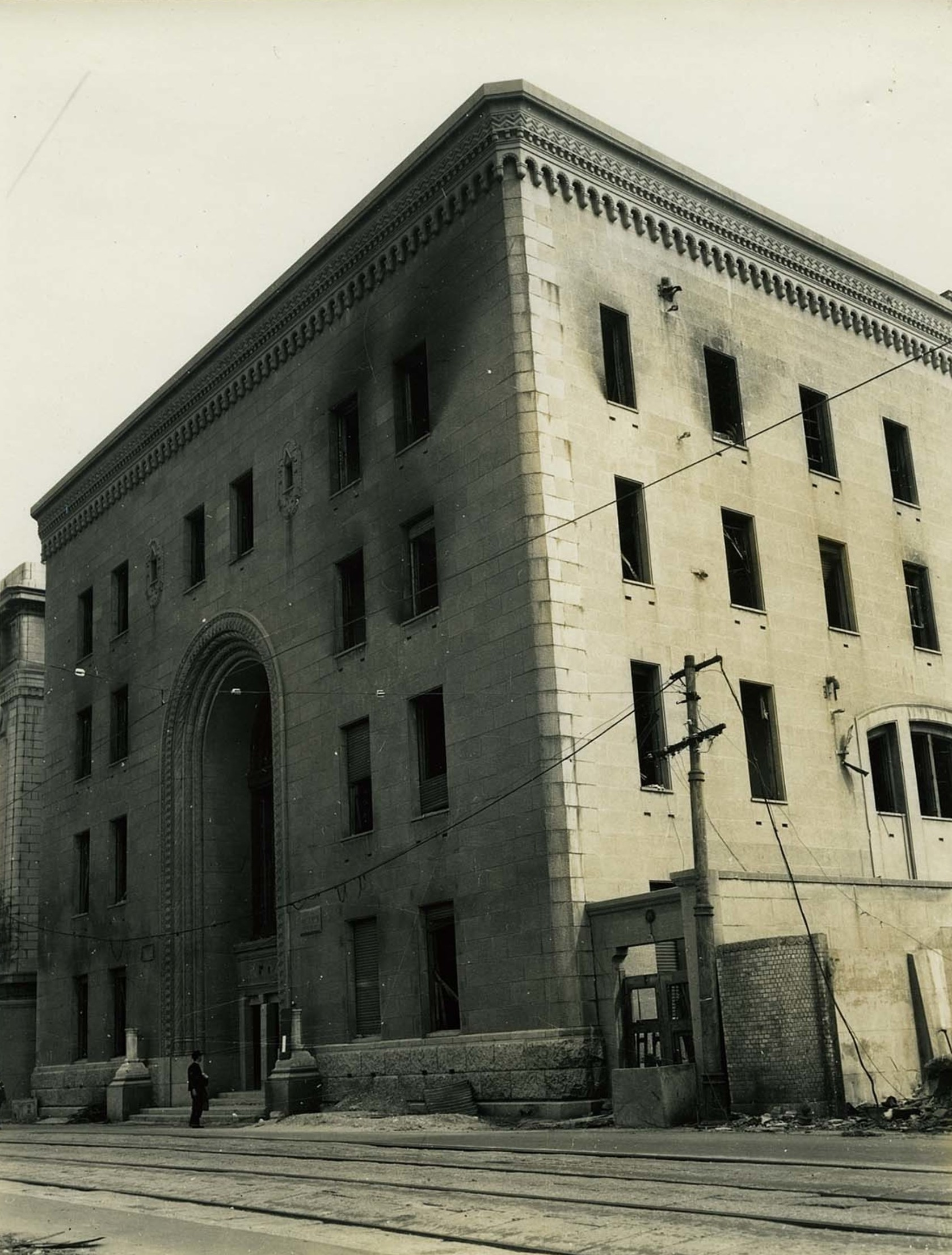
被爆後の住銀広島支店。入口前に立つ人物の付近に死の人影があった。

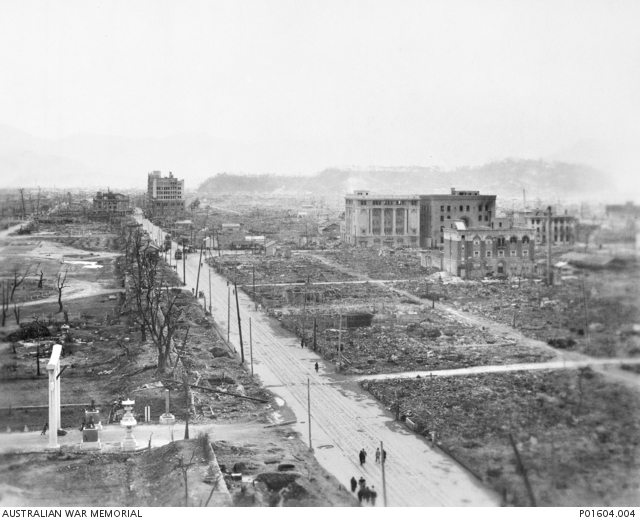
広島商工会議所から東方向を撮影。写真中央右の白っぽい建物が芸備銀行本店、その右隣が住銀広島支店。

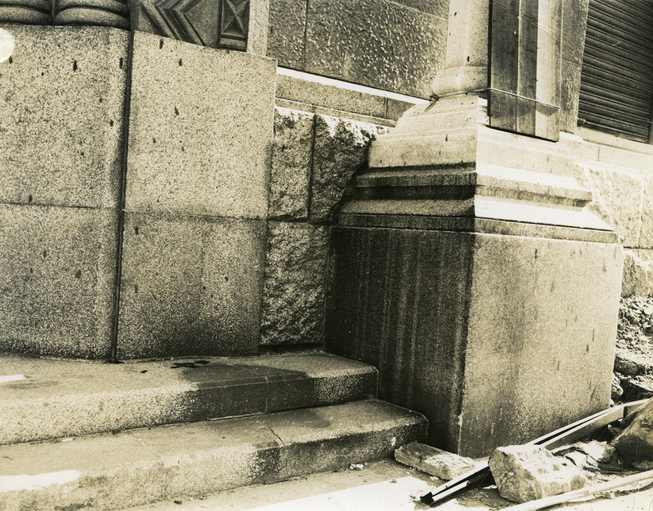
1945年11月20日米軍撮影。

人影の石は、元々爆心地から260mに位置した住友銀行広島支店の玄関前の石段である。同地は現在中区紙屋町1丁目三井住友銀行広島支店である。
建物は1928年（昭和3年）に建てられたもので、設計は住友工作部（現日建設計）の竹腰健造、施工は大林組。鉄筋コンクリート造地上4階地下1階、3階まで吹き抜けで、1階が営業・応接と金庫室、4階が会議室と食堂および賃室、地階がボイラー室。その前年に造られた芸備銀行本店（現広島銀行本店）の南にほぼ同規模の大きさで造られ、全体的にロマネスク様式で正面の繰形の大きなアーチが特徴的な銀行であった。
1945年8月6日被爆、全壊は免れたものの外観を残して内部は破壊された。幸いにも金庫室は全く被害がなく、現金・通帳等は残っていた。銀行内にあった書類が爆風によって沼田町伴にまで飛んでいたという。
住銀が公表した被爆当時の従業員数は広島支店および東松原支店の合計数で約58人。当日も普段通りの営業で、被爆時点では開店前で従業員の大半は通勤途中のことであった。原爆による人的被害は同じく合計数で、即死者29人（店内＋通勤途中のもの）、負傷者約40人、行方不明者0 。広島支店内で被爆した従業員には、避難したが放射能の影響で数日後に亡くなったもの、また生き残り定年まで住銀で勤めたものもいる。その立地から被爆後に通行者が店内に避難しており、部外者の屍体が相当数収容されていたという。
戦後銀行業務を再開したところ、広島支店の入口の影は原爆の影響が如実に表れている「原爆名所」として広島市公認のいわゆる観光名所となった。当時は「死の人影」と呼ばれた。証言によると、当時原爆ドームに次いで有名な名所であったという。住銀側もその保護に尽力しており、まず1959年には柵を設け、1967年には劣化防止として強化ガラスで覆う処理をしている。
1971年、広島支店は建て替えることになり影部分が切り取られ平和資料館に寄贈された。

### 人体蒸発説の流布
資料館のボランティアによると、修学旅行などで広島を訪れた子どもから、「爆心地で直接閃光を浴びた人は、一瞬で蒸発して消えてしまった」と信じているという声を聞くことがあるという。
1971年刊の広島市公式『広島原爆戦災誌』にも似たような表現が記載されている。
人影の石に関しても、「『人影の石』の前にいた人は一瞬で蒸発して消えてしまった」といった形で、同様の言及がなされることがあるという。2005年に英国放送協会（BBC）が製作したドキュメンタリー番組『ヒロシマ：BBC第二次世界大戦の歴史』でも、石段に座っていた男が閃光と同時に煙を残して蒸発する様子が、CGで再現されている。
しかしこの人体蒸発説は医学的に否定されている。原爆によって爆心地付近の地表面温度は3,000から4,000度に達したと推定されているが、この高温・熱線により人体が燃えたとしても骨や炭化した組織は残るため蒸発することはありえず、また放射線の影響を考慮しても、皮膚が炎症・酷い時は潰瘍になることはあっても蒸発することはないためである。遺体がどこかに吹き飛ばされてしまったか、当初は残っていた遺体がどかされたものと思われる。